# 納瓦拉
納瓦拉（西班牙語：Navarra，西班牙語發音：[naˈβara]，巴斯克語發音：[nafaˈroa]，奧克語發音：[naˈbaʁɔ]），正式名称是纳瓦拉特许共同体（Comunidad Foral de Navarra），常称纳瓦拉自治区，是西班牙北部的一個自治區。自治区仅辖纳瓦拉一省，总面积10,391平方千米，2017年总人口643,234。首府为潘普洛纳。

## 历史

### 地名语源
第一次出现在书面文献上的纳瓦拉的名称可以追溯到9世纪早期，在法兰克王国史学家艾因哈德对神圣罗马帝国皇帝查理曼大帝的编年史著作中，出现了诸如“navarros”的表记。其他的晚期著作如《法兰克王国编年史》记载有“nabarros”。该名称的词源主要有2种说法：
- 巴斯克语的nabar（通格单数形式：nabarra，意为褐色的，多色的）。
- 巴斯克语的naba（或卡斯蒂利亚语：nava，意为平原） + 巴斯克语的herri（意为人或土地）。[4]

### 纳瓦拉王国时期
在中世纪早期，纳瓦拉自治区居民以巴斯克人为主。位于埃布羅河和加龍河之间的土地叫作“巴斯科尼亚”，在卡斯蒂利亚贵族统治之下被联合起来。在穆斯林入侵和查理曼的法兰克帝国扩张之后，这片土地被分裂，并最终于九世纪时形成了两个主要的王国卡斯蒂利亚王国和潘普洛納王国。经历了封建制，并受到它的强大邻居阿拉贡、卡斯蒂利亚和法国的影响。
6世紀的伊比利亞半島在西哥特人的統治下沒有發生地震式的政治事件。伊比利亞半島上的國王們在保留羅馬的舊有行政方式上比墨洛溫王朝統治者們更成功些，特別是在估稅和收稅方面。他們在統治早期比墨洛溫王朝缺乏一個宗教方面的重要優勢，因為信奉亞流派的西哥德統治者與信奉天主教的西班牙－羅馬人以及猶太教臣民在信仰上並不統一。
711年4月29日，「塔里克的山峰」塔里克·伊本·齐亚德帶領剛皈依伊斯蘭教不久的柏柏尔人軍隊在直布羅陀登陸，開始一連串的征服行動，瓜达莱特战役不是一次孤立的柏柏尔人袭击，它是一系列跨过直布罗陀海峡的柏柏尔人突袭的延续，这些突袭者在之前已洗劫了伊比利亚南部的几个城镇，可能自705-706年征服丹吉尔以来，柏柏尔人就开始了骚扰。
711年，贝提卡的公爵罗德里克在瓜达莱特战役战败并被入侵的穆斯林杀死，其遗孀伊吉罗娜据传与西班牙的第一位穆斯林总督阿卜杜勒·阿齊茲·穆薩·努賽爾结婚。西班牙被伊斯兰教将领塔里克·伊本·齐亚德征服，此时另一个国王阿基拉二世统治了西哥特王国的东北部巴斯克，他与罗德里克的关系尚不明確。阿基拉二世的硬幣據調查比罗德里克的要多，調查結果尚在領土部份兩人沒有重疊，西哥特王国可能在曾被分為兩派統治。从后来的中世纪基督教编年史中推断，罗德里克的前任维蒂扎对犹太人的温和政策引起了反对，導致罗德里克跟阿基拉二世發起政變。
由於兩人的嚴苛統治，導致伊比利亞半島上的犹太人摩尔人巴斯克人替倭馬亞王朝軍隊部队提供了帮助。穆斯林著作《轶事集》记载，考拉·亚胡迪统领着一支由犹太人和柏柏尔人组成的混合部队，在作战中表现出色。  穆斯林胜利之后，犹太人占据了多个城市，甚至被穆斯林委托驻守塞维利亚，科尔多瓦和托莱多。历史学家汤普森说：“无论西哥德人迫害犹太人的理由是什么，这都导致了发起迫害的人的彻底灭亡。”但是，《莫扎拉比编年史》并未记录犹太人参与了穆斯林。 
778年，法蘭克君主查理大帝南下進軍受挫，他率領兵將穿過龙塞斯瓦列斯山口回朝时，遭到巴斯克人伏击。後來巴斯克人独立，以庇里牛斯山為界卡斯蒂利亞、潘普洛納和阿拉貢、索夫拉韦、里瓦戈尔萨（後來的阿拉貢王國）和帕拉斯成為擁有巴斯克人口的主要區域實體，所建立的国家到905年改称为纳瓦拉王国。
824年納瓦拉王國成立時，當地的巴斯克地區領導人伊尼戈·阿里斯塔加冕為潘普洛納國王，並領導了反抗法蘭克區域政權的鬥爭。
费尔南多二世征服了伊比利亚半岛上的最后一个伊斯兰教国家格拉纳达（1492年），从而结束了西班牙历史上的收复失地运动。
1509年，费尔南多以攝政名義架空自己的女兒卡斯蒂利亚女王胡安娜並將其囚禁。费尔南多於1512年後吞并了納瓦拉王國的南方領土（上纳瓦拉）並宣稱繼承納瓦拉王位，達成西班牙全境唯一的實權君主，從而使西班牙全境政治達成統一，1516年费尔南多死後，胡安娜的長子卡爾以與母共治的名義繼位，即神聖羅馬皇帝卡尔五世，因而建立了西班牙哈布斯堡王朝，並為了獨攬大權繼續將胡安娜囚禁至死。1524年上纳瓦拉成為西班牙統一王國的一部分。期間納瓦拉的北方（下纳瓦拉）以庇里牛斯山為界，依然保持獨立，仍稱納瓦拉王國。
母亲为纳瓦拉女王胡安娜三世，父亲为波旁家族纳瓦拉配国王安托万·德·波旁的納瓦拉的亨利於三亨利之戰取勝（1585-1589年，有的說法是1584-1593年；三亨利指：亨利三世、吉斯的亨利、納瓦拉的亨利）成為於1589年成為法國國王，使得納瓦拉王國與法國成為同君聯合，1620年被正式併入法國，納瓦拉的剩余部分被整合进法国。
亨利即法国波旁王朝第一代君主亨利四世，他的四世孙后来成为西班牙国王，即费利佩五世，创建了西班牙的波旁王朝。
1833年，西班牙君主不再自称纳瓦拉君主。

## 地理
纳瓦拉地处比利牛斯山西段南麓，这一带山区以丘陵为主，仅南部埃布罗河有些平原。

### 气候
本区位置偏北，冬季寒冷，冰雪覆盖，但雨水充足。
| 纳瓦拉首府潘普洛纳             | 纳瓦拉首府潘普洛纳 | 纳瓦拉首府潘普洛纳 | 纳瓦拉首府潘普洛纳 | 纳瓦拉首府潘普洛纳 | 纳瓦拉首府潘普洛纳 | 纳瓦拉首府潘普洛纳 | 纳瓦拉首府潘普洛纳 | 纳瓦拉首府潘普洛纳 | 纳瓦拉首府潘普洛纳 | 纳瓦拉首府潘普洛纳 | 纳瓦拉首府潘普洛纳 | 纳瓦拉首府潘普洛纳 | 纳瓦拉首府潘普洛纳 |
| 月份                           | 1月                | 2月                | 3月                | 4月                | 5月                | 6月                | 7月                | 8月                | 9月                | 10月               | 11月               | 12月               | 全年               |
| ------------------------------ | ------------------ | ------------------ | ------------------ | ------------------ | ------------------ | ------------------ | ------------------ | ------------------ | ------------------ | ------------------ | ------------------ | ------------------ | ------------------ |
| 历史最高温 °C（°F）            | 19.5 (67.1)        | 23.6 (74.5)        | 30 (86)            | 29.6 (85.3)        | 33.5 (92.3)        | 38.5 (101.3)       | 40.2 (104.4)       | 40.6 (105.1)       | 38.8 (101.8)       | 30 (86)            | 27 (81)            | 20 (68)            | 40.6 (105.1)       |
| 平均高温 °C（°F）              | 9.1 (48.4)         | 10.9 (51.6)        | 14.6 (58.3)        | 16.4 (61.5)        | 20.2 (68.4)        | 25.2 (77.4)        | 28.2 (82.8)        | 28.3 (82.9)        | 24.5 (76.1)        | 19.3 (66.7)        | 13.1 (55.6)        | 9.7 (49.5)         | 18.4 (65.1)        |
| 日均气温 °C（°F）              | 5.2 (41.4)         | 6.3 (43.3)         | 9.1 (48.4)         | 10.9 (51.6)        | 14.7 (58.5)        | 18.6 (65.5)        | 21.2 (70.2)        | 21.4 (70.5)        | 18.2 (64.8)        | 14.1 (57.4)        | 9.0 (48.2)         | 6.0 (42.8)         | 12.9 (55.2)        |
| 平均低温 °C（°F）              | 1.4 (34.5)         | 1.6 (34.9)         | 3.7 (38.7)         | 5.3 (41.5)         | 8.6 (47.5)         | 11.9 (53.4)        | 14.2 (57.6)        | 14.5 (58.1)        | 12.0 (53.6)        | 8.9 (48.0)         | 4.8 (40.6)         | 2.2 (36.0)         | 7.4 (45.3)         |
| 历史最低温 °C（°F）            | −12.4 (9.7)        | −15.2 (4.6)        | −9 (16)            | −2.2 (28.0)        | −0.2 (31.6)        | 3.8 (38.8)         | 7 (45)             | 4.8 (40.6)         | 3.4 (38.1)         | −1 (30)            | −6.6 (20.1)        | −14.2 (6.4)        | −15.2 (4.6)        |
| 平均降水量 mm（）              | 57 (2.2)           | 50 (2.0)           | 54 (2.1)           | 74 (2.9)           | 60 (2.4)           | 46 (1.8)           | 33 (1.3)           | 38 (1.5)           | 44 (1.7)           | 68 (2.7)           | 75 (3.0)           | 72 (2.8)           | 674 (26.5)         |
| 平均相對濕度（％）             | 78                 | 72                 | 66                 | 65                 | 63                 | 59                 | 57                 | 58                 | 62                 | 69                 | 76                 | 78                 | 67                 |
| 月均日照時數                   | 93                 | 125                | 177                | 185                | 228                | 268                | 310                | 282                | 219                | 164                | 108                | 88                 | 2,240              |
| 来源1：西班牙国家气象局(Aemet) |                    |                    |                    |                    |                    |                    |                    |                    |                    |                    |                    |                    |                    |
| 来源2：西班牙国家气象局(Aemet) |                    |                    |                    |                    |                    |                    |                    |                    |                    |                    |                    |                    |                    |

## 人口

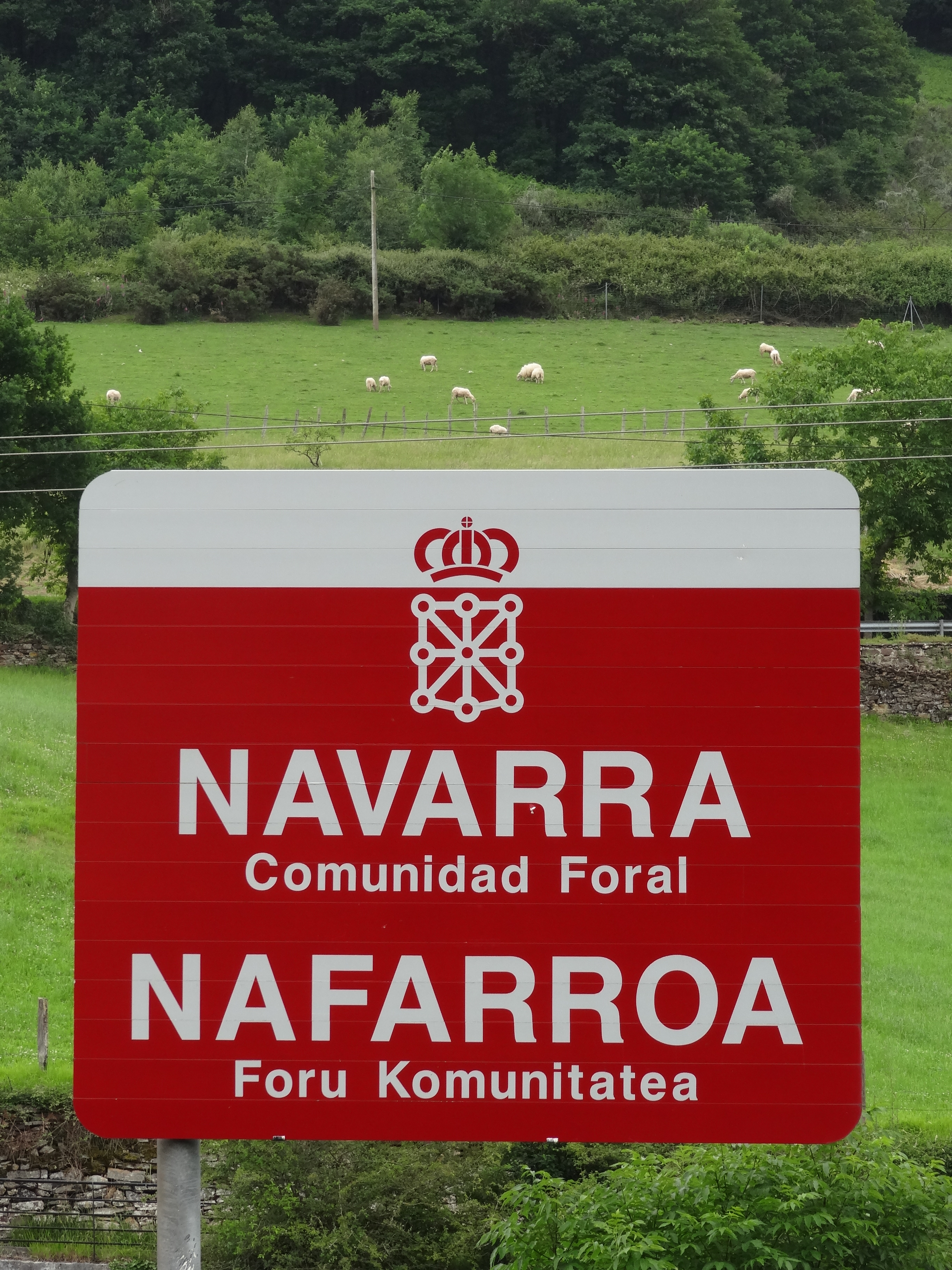
双语标志牌，上方為西班牙语，下方為巴斯克语

2001年，纳瓦拉会巴斯克语的人口比例图

| 納瓦拉市镇人口排名（2013年） | 納瓦拉市镇人口排名（2013年） | 納瓦拉市镇人口排名（2013年） | 納瓦拉市镇人口排名（2013年） |
| 排名                         | 人口                         | 市镇                         | 地域                         |
| ---------------------------- | ---------------------------- | ---------------------------- | ---------------------------- |
| 1                            | 196,955                      | 潘普洛納                     | 中部                         |
| 2                            | 35,369                       | 图德拉                       | 南部（河岸）                 |
| 3                            | 21,120                       | 巴拉尼艾恩                   | 中部（潘普洛納都市圈）       |
| 4                            | 18,414                       | 埃格斯                       | 中部（潘普洛納都市圈）       |
| 5                            | 18,248                       | 布尔拉达                     | 中部（潘普洛納都市圈）       |
| 6                            | 14,120                       | 大锡苏尔                     | 中部（潘普洛納都市圈）       |
| 7                            | 13,947                       | 埃斯特利亚                   | 南部（河岸）                 |
| 8                            | 11,201                       | 塔法利亚                     | 南部（河岸）                 |

| 纳瓦拉历史人口变化图 |
|                      |
| 来源：INE            |

## 经济
纳瓦拉南部平原种植小麦、芦笋和青椒等。
矿业以开采钾盐为主，工业集中在首府潘普洛纳一带。

## 文化
纳瓦拉首府潘普洛纳以奔牛节闻名于世。

## 政治
纳瓦拉与邻邦巴斯克地区来往密切，语言有相当的共通性，历史和风俗习惯也大致相同，但由于政治立场不同而各行其道。内战时，纳瓦拉的保守派加入了弗朗哥阵营，而巴斯克地区三省则押注于共和政府这一边，双方势同水火。
弗朗哥死后，巴斯克民族主义领袖，起草拟定区域性自治纲领，企图把纳瓦拉拉入加盟。但纳瓦拉还是成立了自己的自治区。

## 著名人物
- 方濟·沙勿略（1506-1552）：天主教聖人。
- 米格爾·塞爾韋特（1511-1553）：人文主義者、神學者。
- 帕布罗·德·萨拉萨蒂（1844-1908）：小提琴演奏家、作曲家。
- 圣地亚哥·拉蒙-卡哈尔（1852-1934）：神經解剖學者，1905年諾貝爾生理學或醫學獎得主。
- 拉斐尔·莫内欧（1937-）：建築家。
- 米格尔·安杜兰（1964-）：自行車競技選手，環法自行車賽個人綜合5連霸。
- 伊昂·安东尼·戈伊科切亚（1965-）：職業足球運動員。
- 費蘭度·路蘭迪（1985-）：職業足球運動員。[14]

## 参阅
- 納瓦拉君主列表